# ستيوارت فرانكلين
ستيوارت فرانكلين (بالإنجليزية: Stuart Franklin)‏ هو صحفي ومصور بريطاني، ولد في 16 يوليو 1956 في لندن الكبرى في المملكة المتحدة.

## وصلات خارجية
- الموقع الرسمي